# Барышевка
Ба́рышевка (укр. Ба́ришівка) — посёлок в Броварском районе Киевской области Украины, административный центр Барышевской общины. До 2020 года — административный центр Барышевского района. Находится на берегу реки Трубеж. Железнодорожная станция.

## История
Барышевка ассоциируется в древнерусским городом-крепостью Баруч, упоминаемым в Киевской летописи под 1125 годом в связи с отражением половецкого набега. В 1603 году упоминается как городище Барышовское, в 1630 — как город Баришово, укрепленный пункт. Население участвовало в восстании Федоровича 1630 года. Торгово-ремесленный центр на Левобережной Украине.
11 января 1958 года село Барышевка объединено с селом Липняки в посёлок Барышевка. Райцентр с 1923 до 1962 и с 1965 года.
В годы Великой Отечественной войны Барышевка была оккупирована гитлеровскими войсками c 17 сентября 1941 года до 21 сентября 1943 года.
В 1843—1844 годах Барышевку посещал Т. Шевченко, который по местным материалами написал поэму «Розрита могила».

## Население
По данным на 1 января 2015 года численность населения посёлка составляет 10 996 человек.
Население на 2019 год — 10 783 человек
Население - 10 192 человека.

## Сельский совет
07500, Киевская область, Барышевский район, ПГТ Барышевка, ул. Центральная, 27
Контакты: (04576) 4-17-13, baryshivka-rada@ukr.net.

## Спорт
Футболистки клуба «Нива» стали первыми чемпионками СССР по футболу среди женщин: 1989 и 1990.

## Известные уроженцы
- Герасименко, Светлана Ивановна (1945—2025) — советский и таджикистанский астроном, открыватель кометы Чурюмова-Герасименко.
- Коваленко, Григорий Алексеевич (1868—1937) — украинский писатель, художник, этнограф, театрал и издатель.
- Колесник, Пётр Иосифович (1905—1987) — украинский писатель[4].
- Кульженко, Стефан Васильевич (1837—1906) — киевский печатник и книгоиздатель, основатель и владелец типографии «С. В. Кульженко».
- Надоленко, Геннадий Алексеевич (р. 1970) — посол Украины в Государстве Израиль[12]
- Сорока, Александр Моисеевич (1901—1941) — украинский поэт и переводчик[4].

## Галерея

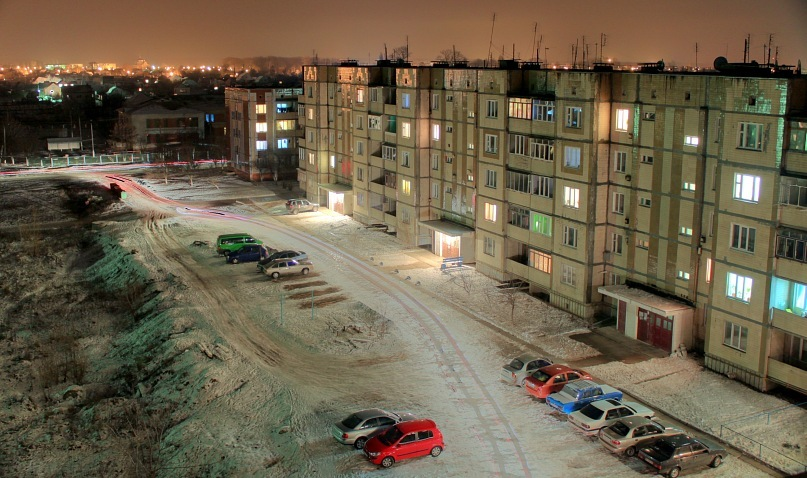
Совхоз - западный микрорайон
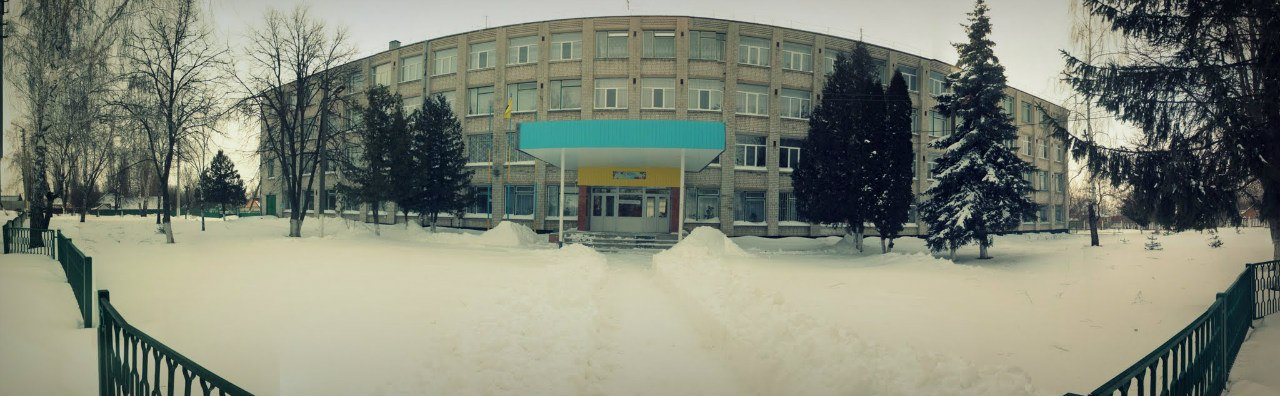
Барышевский учебно-воспитательный комплекс «гимназия-школа I-III ступеней»
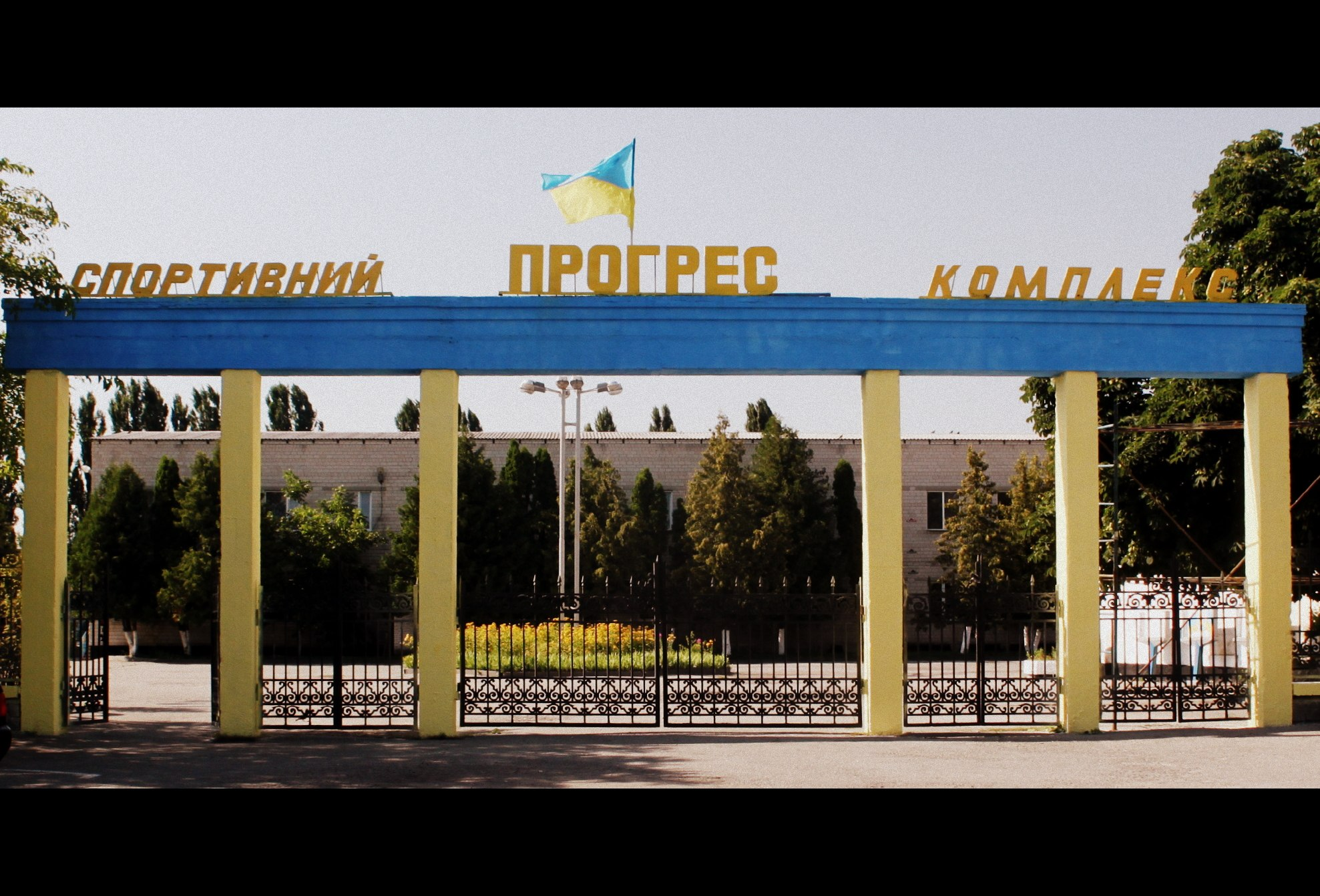
Главный вход стадиона «Прогрес»
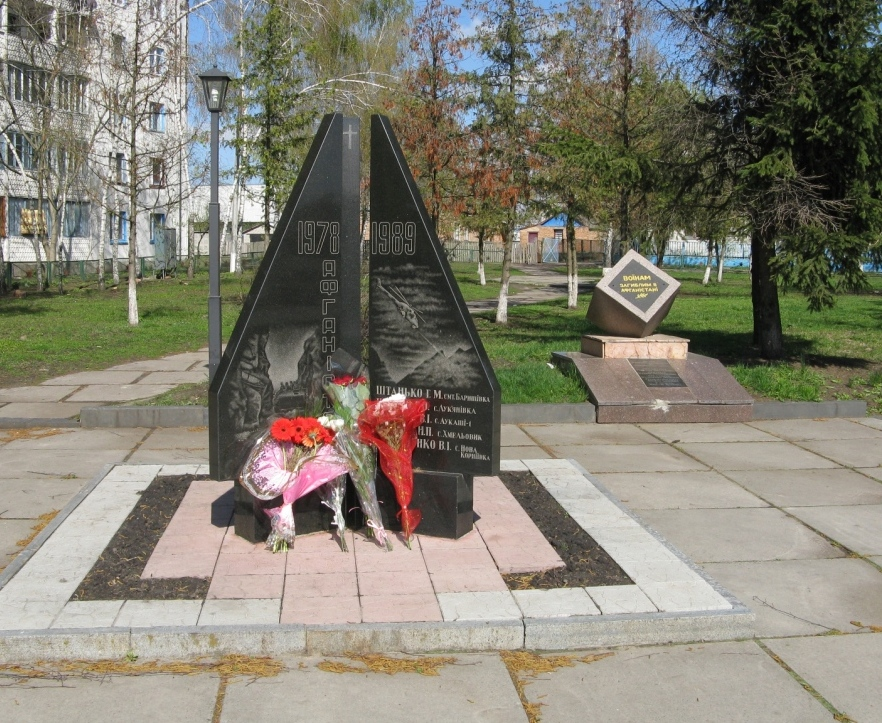
Памятник жителям Барышевки, погибшим на афганской войне
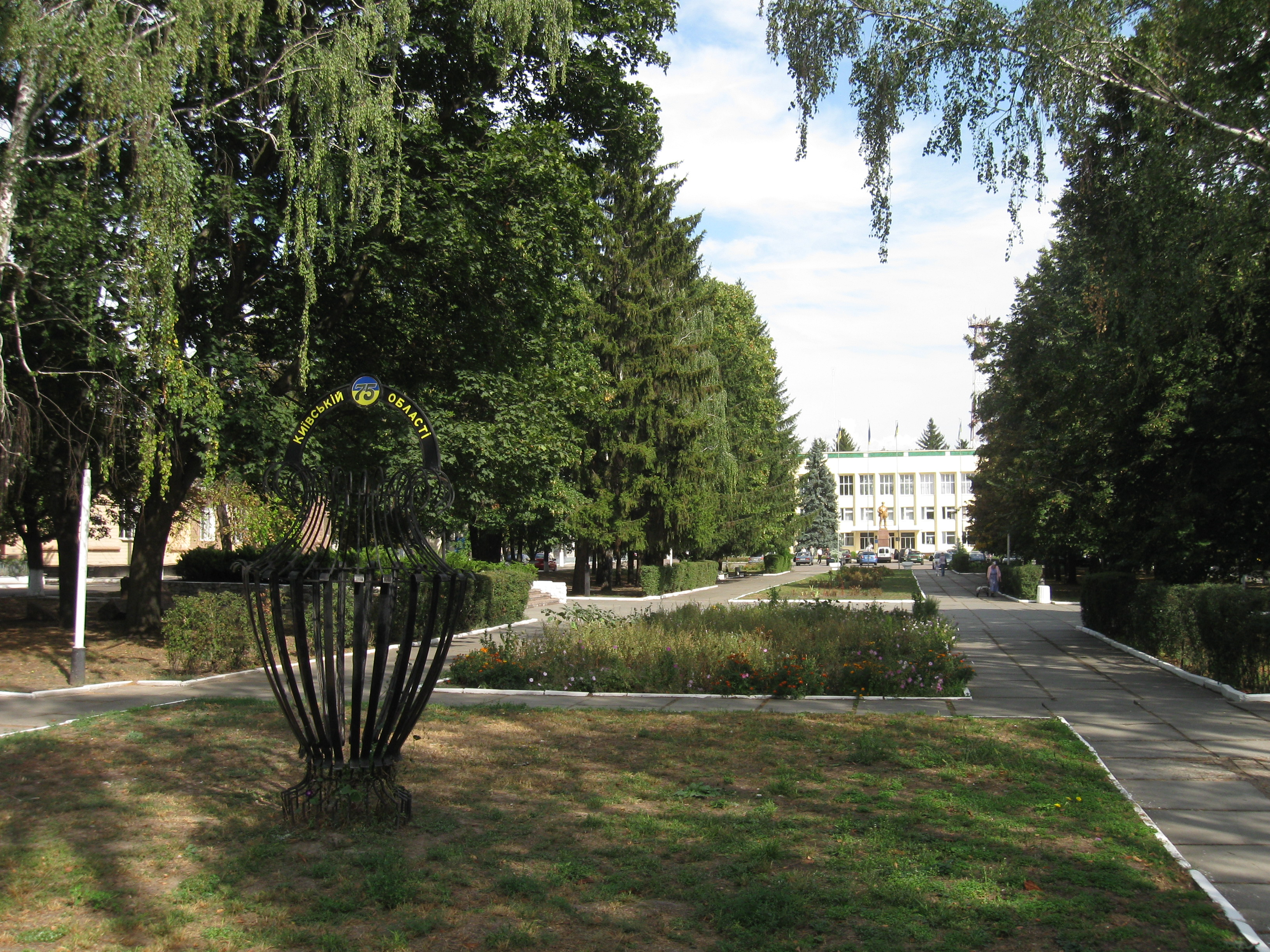
В центре Барышевки
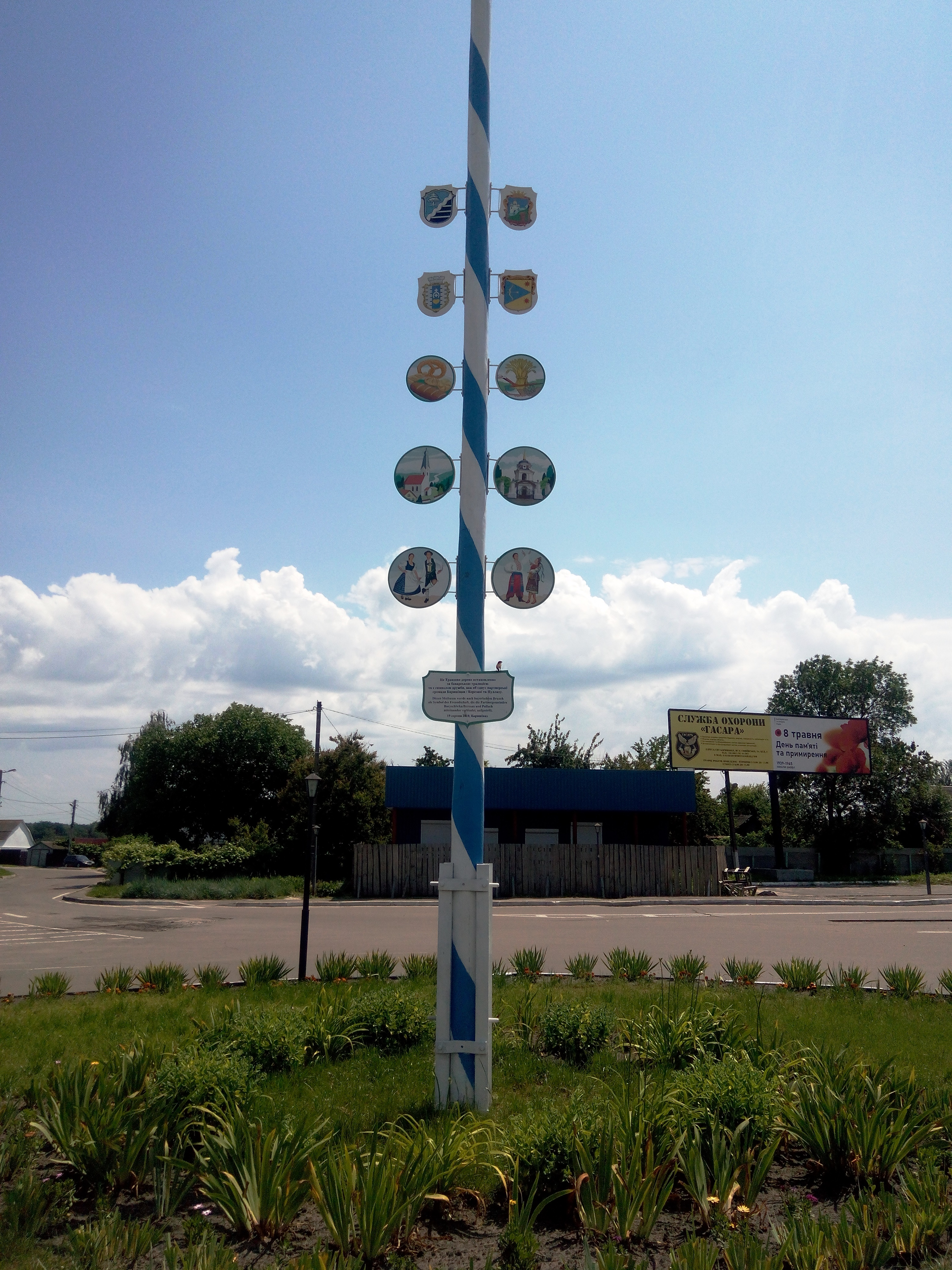
"Майское дерево" в честь дружбы между Барышевкой и городом Пуллах (Германия)
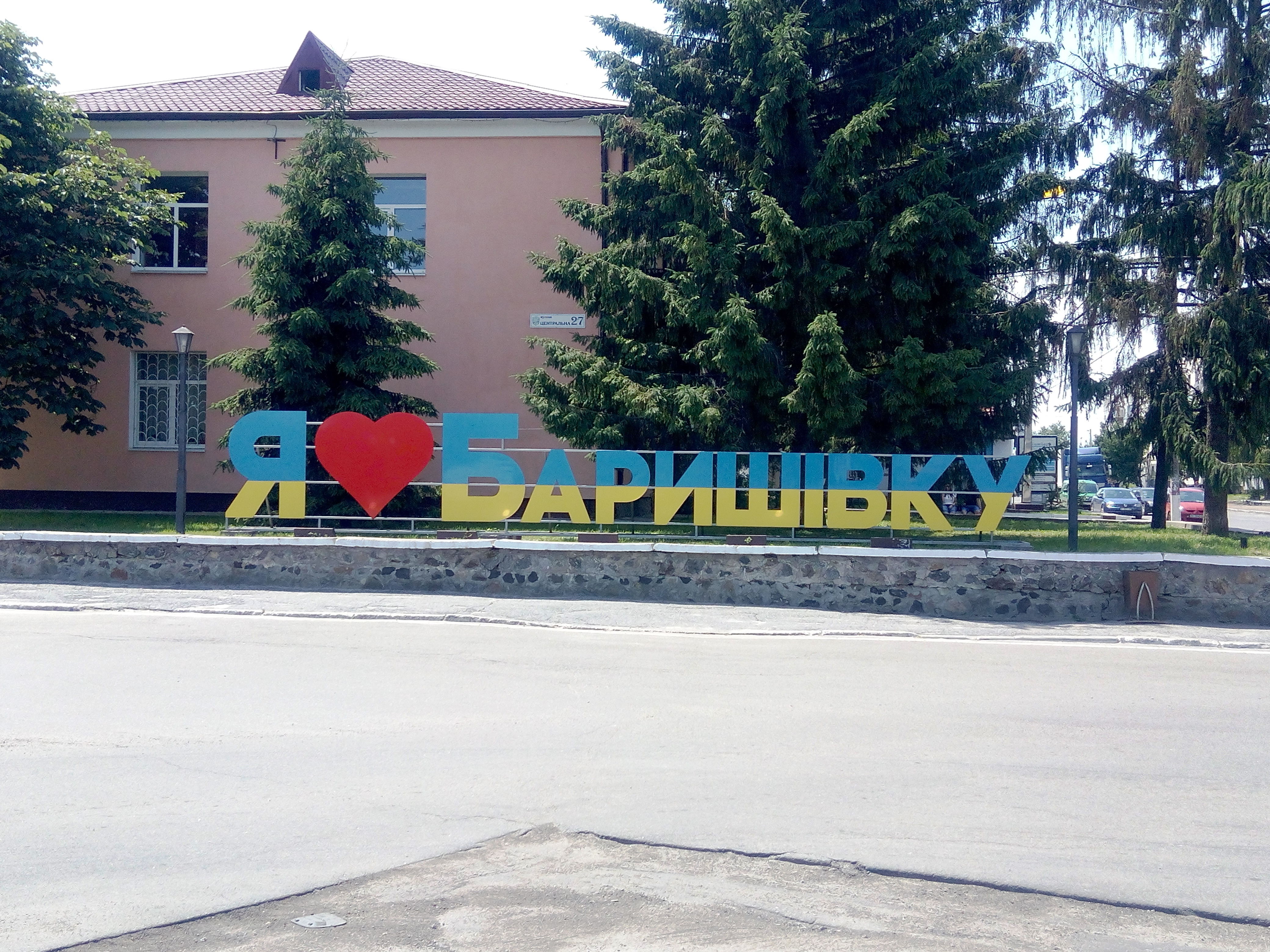
Арт-объект "Я люблю Барышевку"
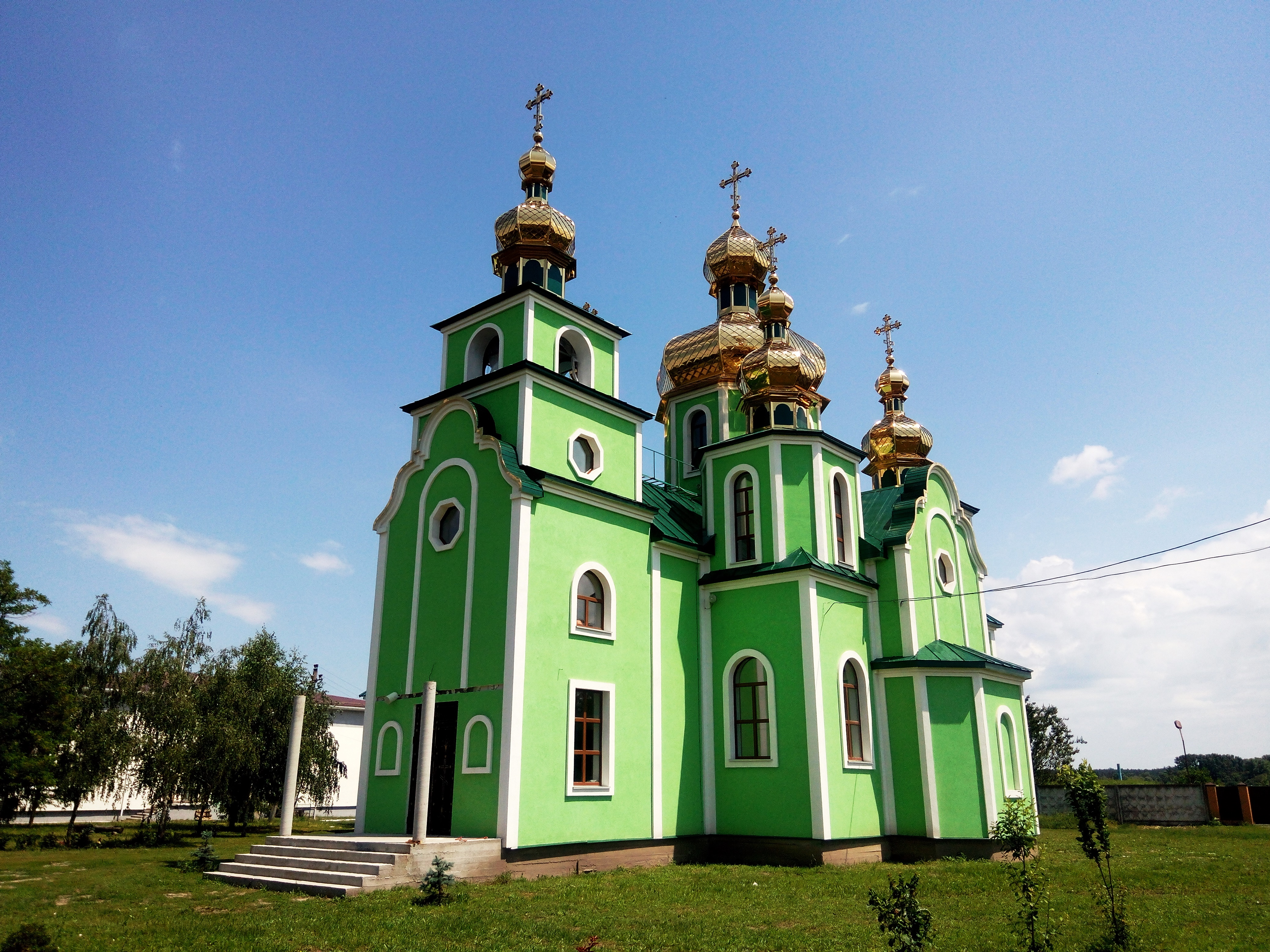
Свято-Троицкая церковь
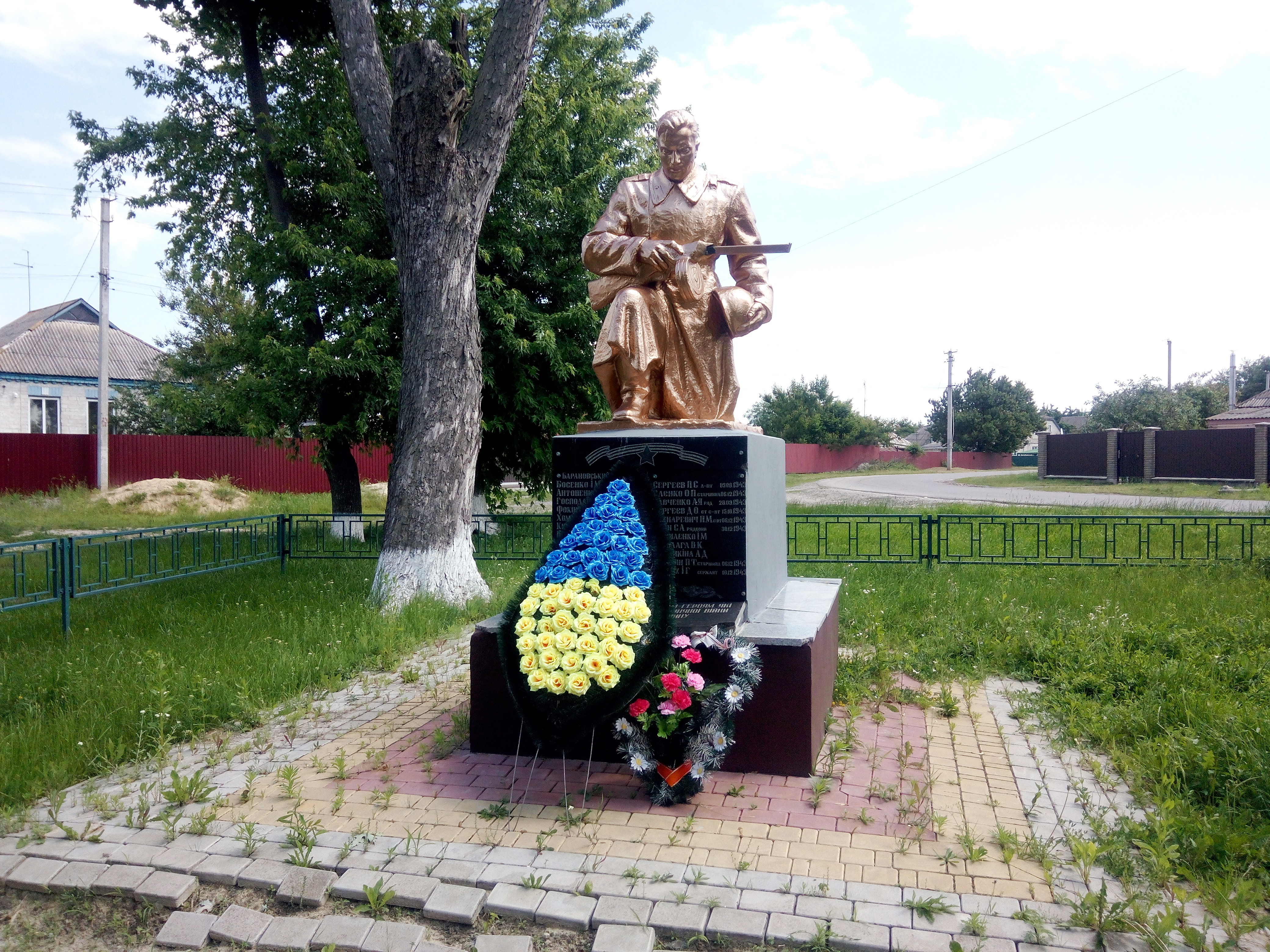
Памятник неизвестному солдату
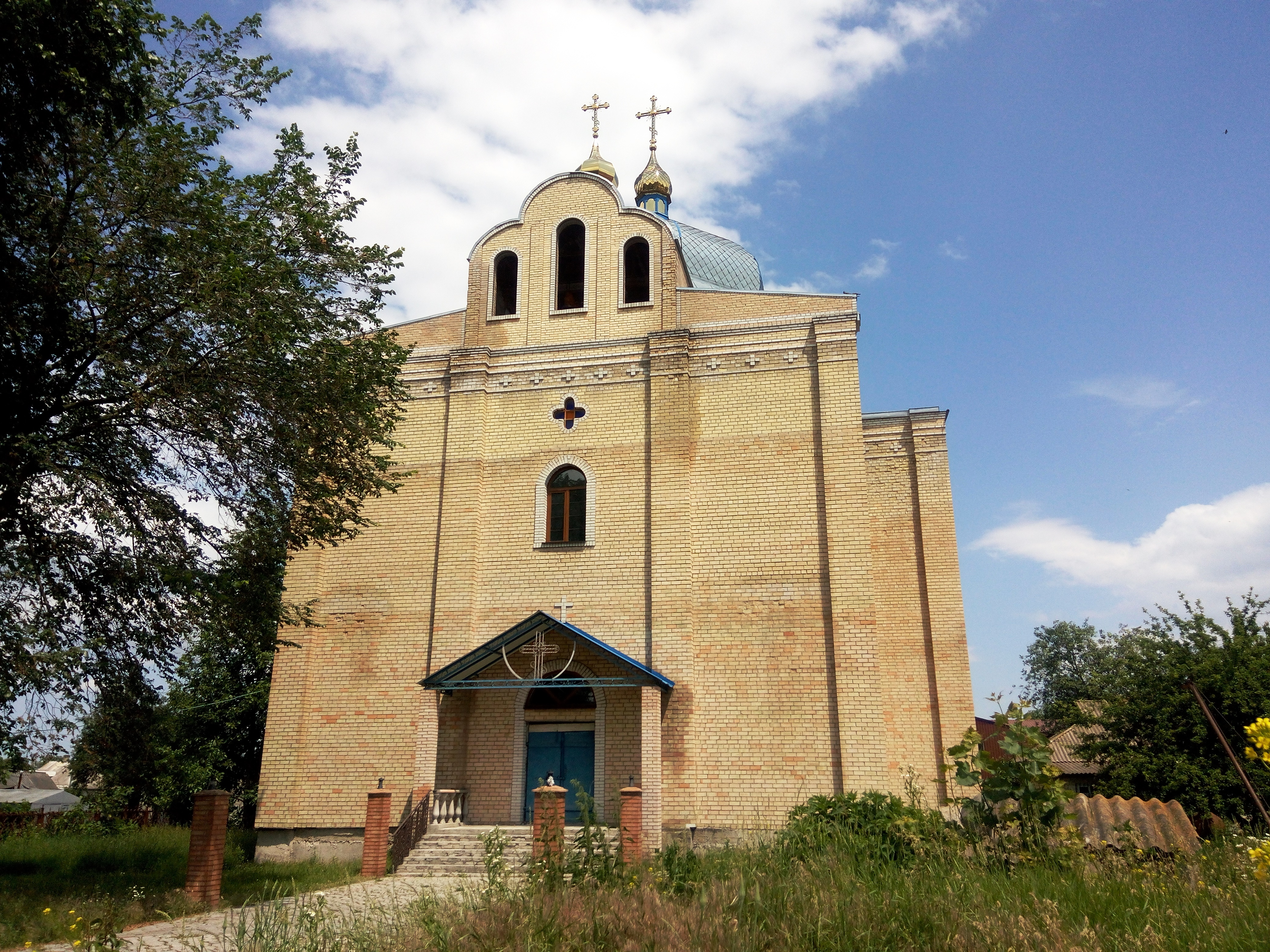
Храм в честь Благовещения Божьей Матери
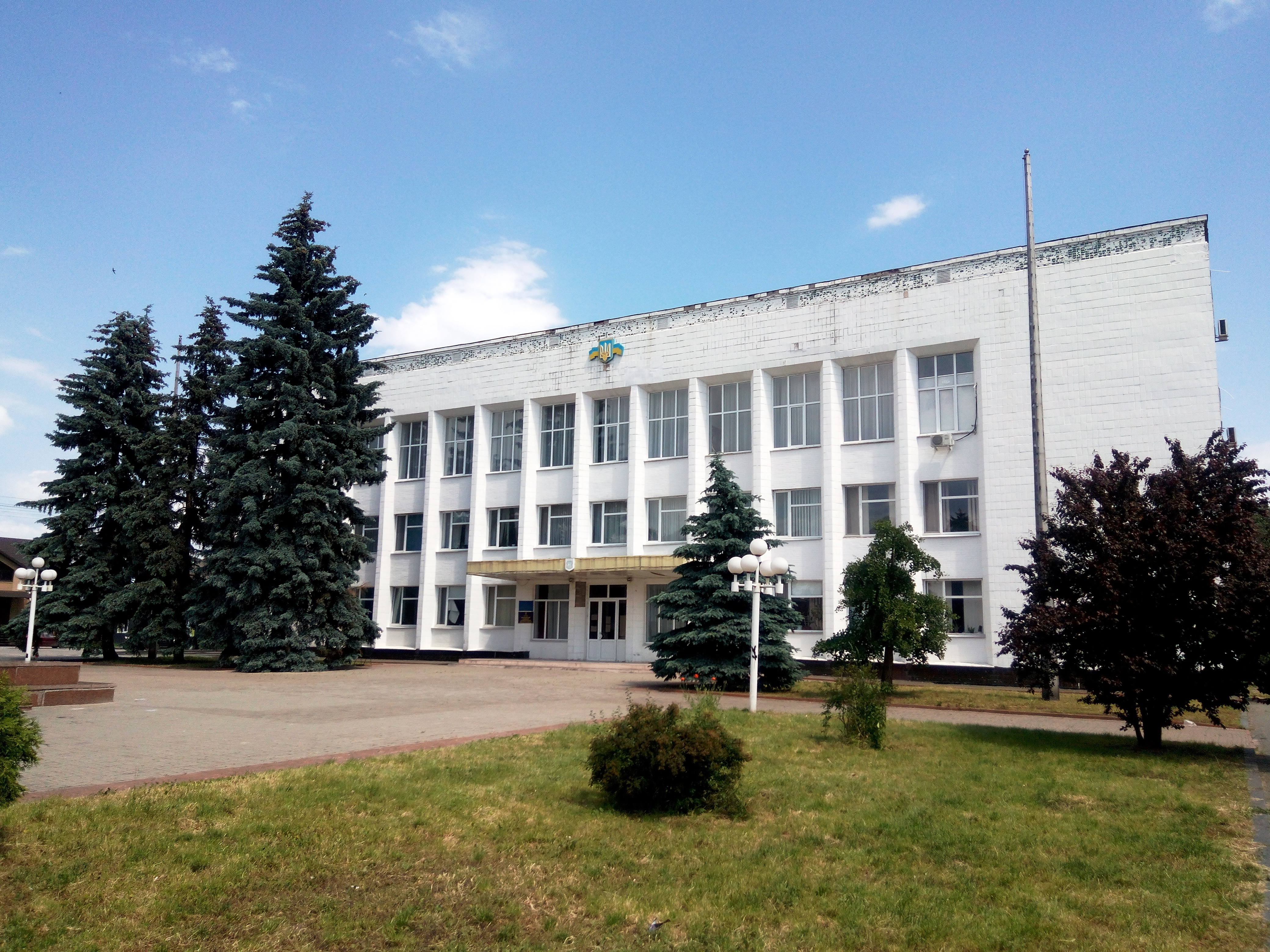
Здание районной госадминистрации
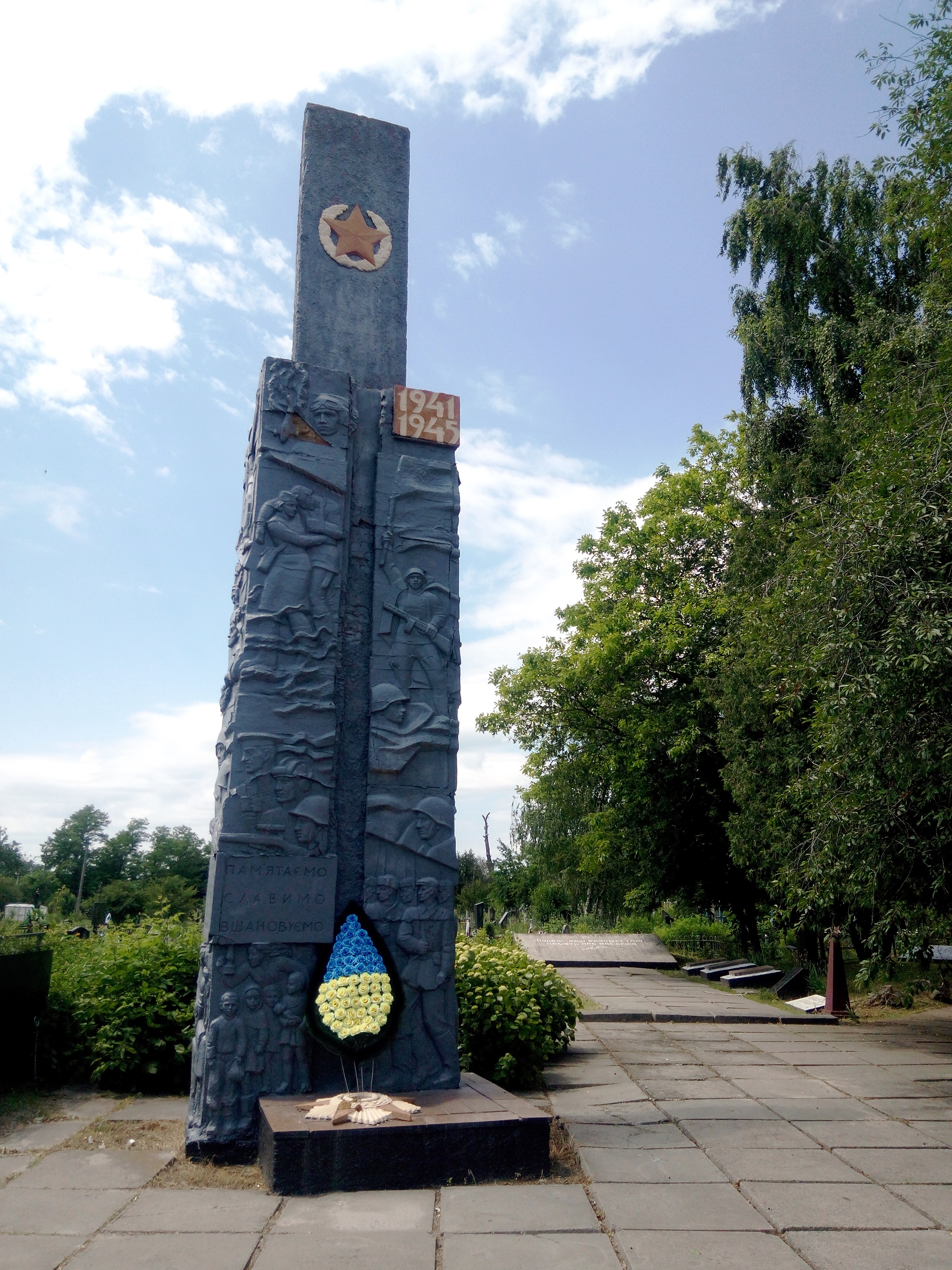
Мемориал погибшим в годы Великой Отечественной войны
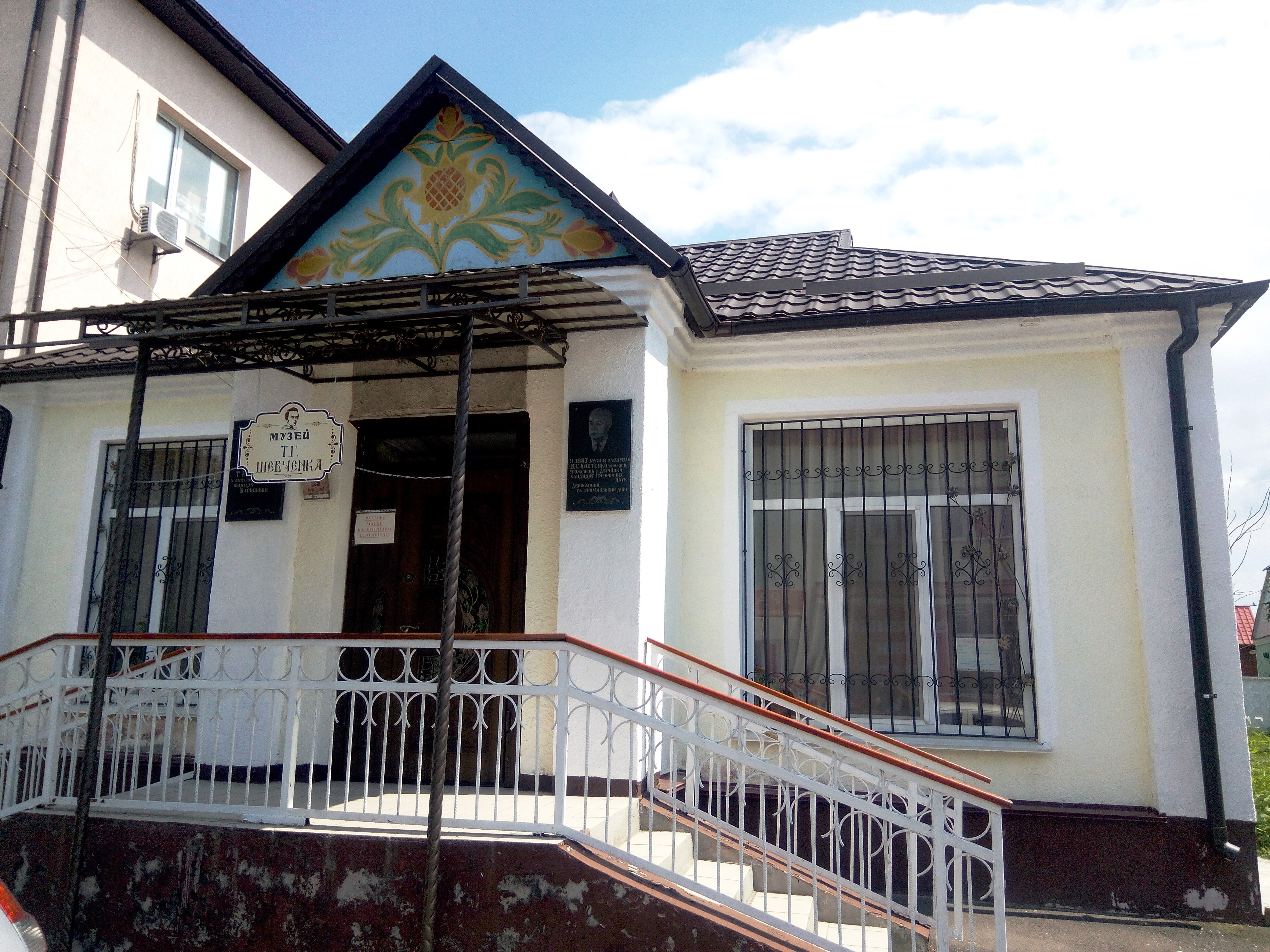
Музей Т. Г. Шевченко
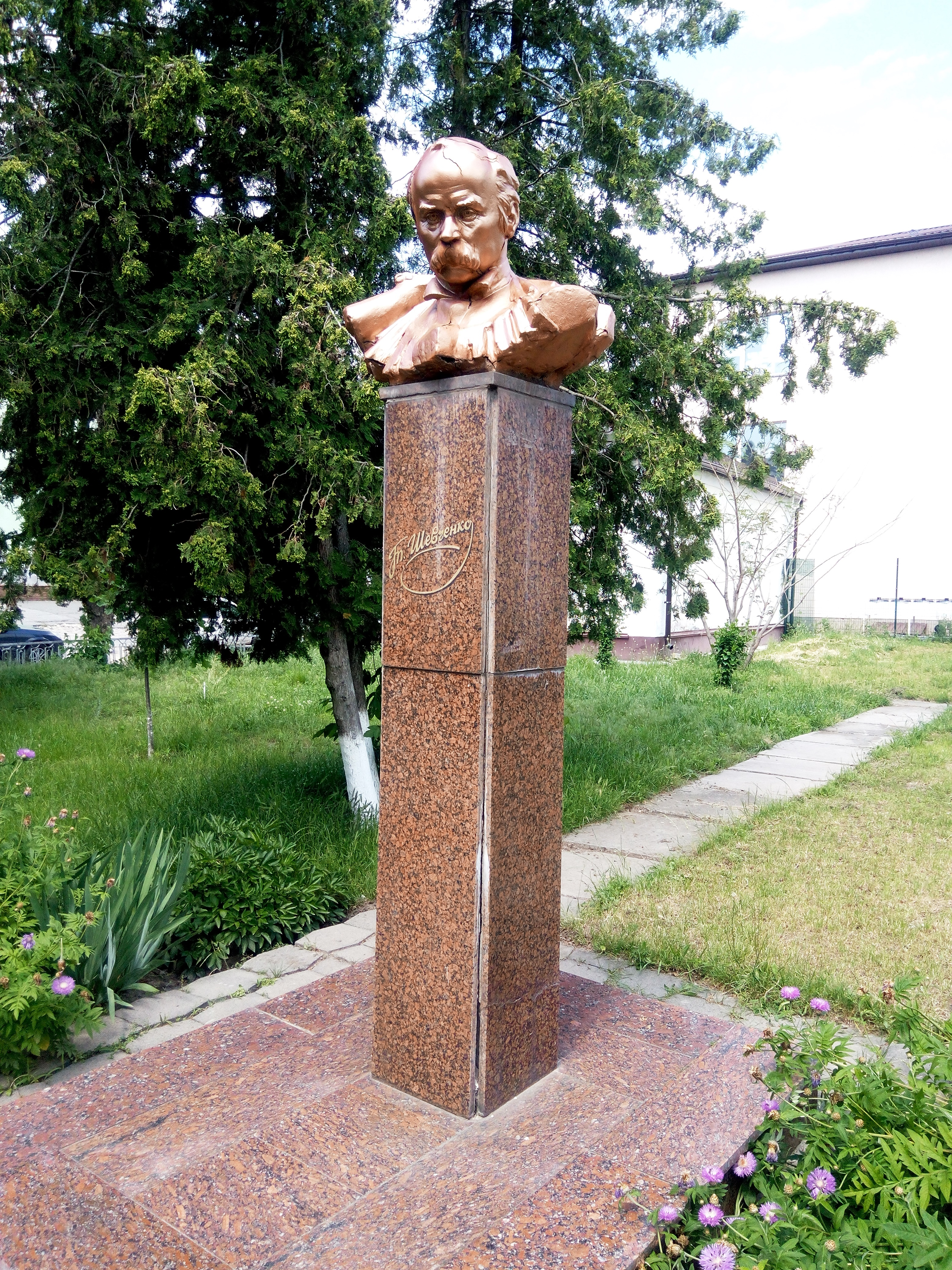
Бюст Т. Г. Шевченко
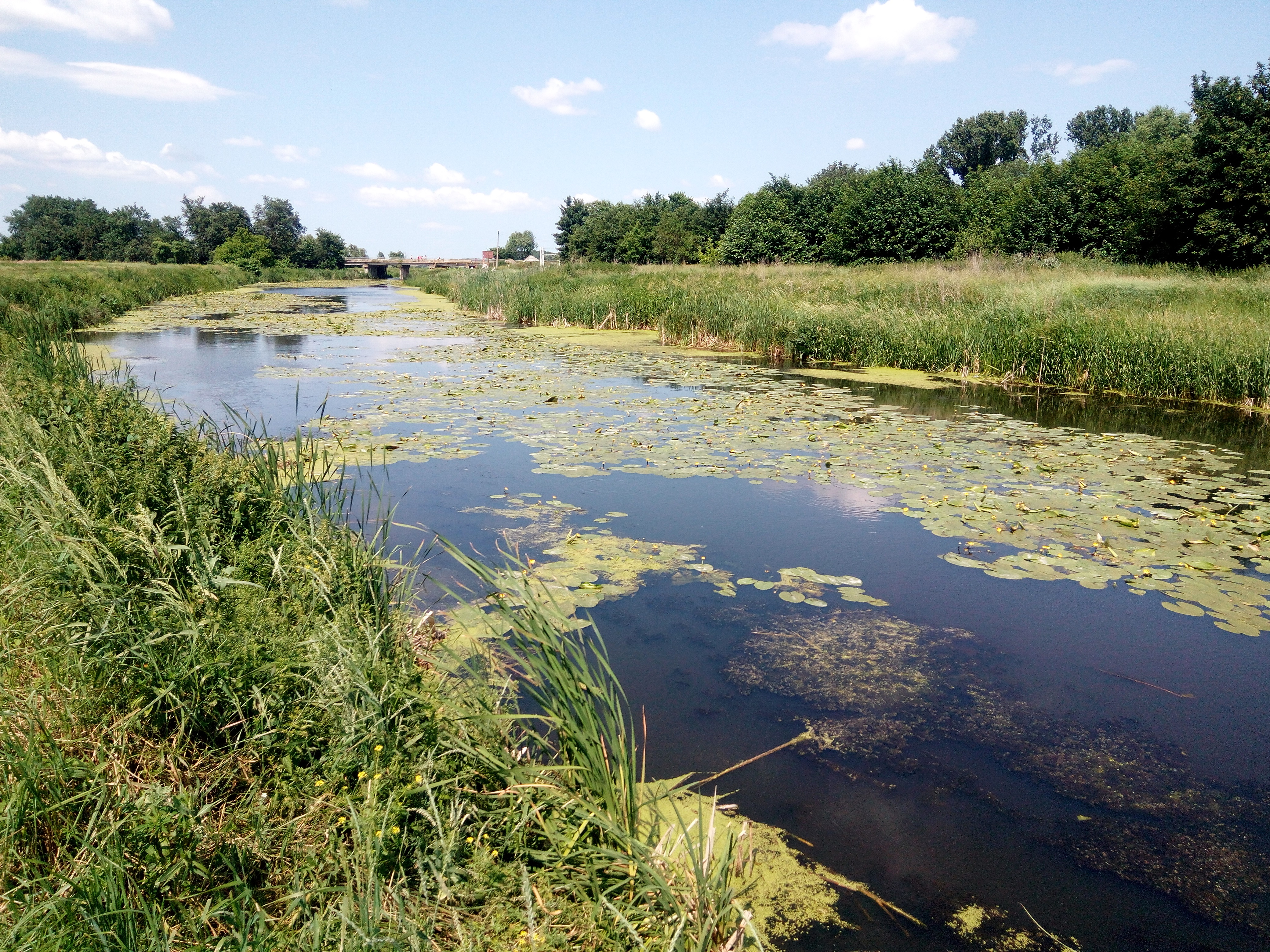
Панорамный вид на реку Трубеж